# Răzbunarea (film din 2002)
Zemsta este un film din 2002 regizat de Andrzej Wajda.